# Championnat du Népal de football 2018-2019
Navigation
Saison précédente Saison suivante
La saison 2018-2019 du Championnat du Népal de football est la quarante-quatrième édition de la Martyr's Memorial A-Division League, le championnat de première division au Népal. Les quatorze formations sont réunies au sein d'une poule unique où elles s'affrontent une seule fois au cours de la saison. Les rencontres sont disputées au Halchowk Stadium à Katmandou et au Complexe ANFA à Lalitpur. 
C'est le premier championnat après celui de 2015, en raison de problèmes internes à la fédération népalaise de football toutes compétitions étaient annulées depuis.
Les neuf clubs qui ont participé au championnat 2015, sont rejoints par six équipes qui étaient présentes en 2013-2014. En fin de saison il n'y aura pas de relégation, les deux dernières équipes du classement démarreront la saison suivante avec une pénalité de deux et un point.
Le vainqueur, Manang Marsyangdi Club se qualifie pour la Coupe de l'AFC 2019 qui démarre en février 2019, moins d'un mois après la fin du championnat.

## Les clubs participants
- Brigade Boys Club
- Manang Marsyangdi Club
- Nepal Army Club
- Népal Police Club
- Three Star Club
- Nepal Armed Police Force Team
- New Road Team
- Chyasal Youth Club
- Friend's Club
- Himalayan Sherpa Club
- Jawalakhel Youth Team
- Machhindra Football Club
- Sankata Boys Sports Club
- Saraswati Youth Club

- Avant la compétition, Jagadamba Lumbini FC, Far Western FC, Jhapa XI et Morang FC ont été exclus et remplacé par Chyasal Youth Club et New Road Team portant le nombre de participants à quatorze.
- Les clubs en italiques sont les nouveaux clubs par rapport à la saison 2015.

## Compétition
Le barème de points servant à établir le classement se décompose ainsi :
- Victoire : 3 points
- Match nul : 1 point
- Défaite : 0 point

### Classement
| Rang | Équipe                        | Pts | J  | G  | N | P | Bp | Bc | Diff |
| ---- | ----------------------------- | --- | -- | -- | - | - | -- | -- | ---- |
| 1    | Manang Marsyangdi Club        | 36  | 13 | 12 | 0 | 1 | 23 | 7  | +16  |
| 2    | Sankata Boys Sports Club      | 28  | 13 | 9  | 1 | 3 | 21 | 15 | +6   |
| 3    | Three Star ClubT              | 26  | 13 | 8  | 2 | 3 | 22 | 11 | +11  |
| 4    | Nepal Army Club               | 25  | 13 | 7  | 4 | 2 | 21 | 8  | +13  |
| 5    | Nepal Armed Police Force Team | 23  | 13 | 7  | 2 | 4 | 20 | 14 | +6   |
| 6    | Népal Police Club             | 19  | 13 | 5  | 4 | 4 | 19 | 12 | +7   |
| 7    | Himalayan Sherpa Club         | 17  | 13 | 5  | 2 | 6 | 15 | 15 | 0    |
| 8    | Chyasal Youth Club            | 16  | 13 | 4  | 4 | 5 | 17 | 15 | +2   |
| 9    | Saraswati Youth Club          | 14  | 13 | 4  | 2 | 7 | 12 | 20 | -8   |
| 10   | Jawalakhel Youth Team         | 13  | 13 | 3  | 4 | 6 | 10 | 15 | -5   |
| 11   | Friend's Club                 | 12  | 13 | 3  | 3 | 7 | 13 | 25 | -12  |
| 12   | Brigade Boys Club             | 10  | 13 | 2  | 4 | 7 | 12 | 21 | -9   |
| 13   | Machhindra FC                 | 7   | 13 | 1  | 4 | 8 | 11 | 24 | -13  |
| 14   | New Road Team                 | 7   | 13 | 1  | 4 | 8 | 12 | 26 | -14  |

|  | Qualification pour la phase de poule de la Coupe de l'AFC 2019 |
|  | T : Tenant du titre                                            |

- source : site officiel

## Bilan de la saison
| Championnat du Népal de football 2018-2019 |                                         |
| Champion                                   | Manang Marsyangdi Club (8e titre)       |
| Qualifications continentales               |                                         |
| Coupe de l'AFC 2019                        | Manang Marsyangdi Club (phase de poule) |
| Promotions et relégations                  |                                         |
| Promus en A Division League                | Aucun                                   |
| Relégués en B Division League              | Aucun                                   |